# Cataglyphis altisquamis
Cataglyphis altisquamis é uma espécie de inseto do gênero Cataglyphis, pertencente à família Formicidae.